# Torneio Rio-São Paulo 1940
Das Torneio Rio-São Paulo 1940 war die zweite Austragung des Torneio Rio-São Paulo, eines Fußballpokalwettbewerbs in Brasilien. Es begann am 16. Juni und wurde nach dem 22. September 1940 abgebrochen.

## Hintergrund
Alle Klubs traten in Hin- und Rückspiel gegeneinander an. Der punktbeste Klubs wurde Turniersieger. Die Spiele innerhalb der jeweiligen Bundesstaaten wurden auch für die Meisterschaft in den Bundesstaaten gewertet. Nachdem die Hälfte der Spiele entschieden waren, wurde die Meisterschaft wurde nicht weiter ausgetragen.
Es waren verschiedene Gründe die dazu führten. Fluminense FC hatte als einzige einen Kader, welcher groß genug war, um an der Staatsmeisterschaft von Rio de Janeiro und dem Torneio Rio-São Paulo teilzunehmen. Der Klub reklamierte, neben anderen aus Rio de Janeiro, dass die in São Paulo abzuführenden Verwaltungsausgaben unangemessen hoch waren. Diese Beschwerden kamen zum Teil auch aus São Paulo. Aus weiteren nicht mehr nachvollziehbaren Gründen zogen sich der SC Corinthians, Associação Portuguesa de Desportos und der FC São Paulo aus dem Wettbewerb zurück. Zeitgleich gab es wohl Terminüberschneidungen mit Spielen der Fußballnationalmannschaft. Dieses war der Auslöser das Turnier in dem Jahr einzustellen.
Zum Zeitpunkt des Abbruchs lagen der CR Flamengo und Fluminense punktgleich an der Tabellenspitze. Verschiedene Medien erklärten daraufhin beide Klubs zu Titelträgern. Beide Klubs verweisen auf ihren Internetseiten heutzutage darauf den Titel gewonnen zu haben. Eine offizielle Benennung durch den Verband erfolgte jedoch nicht.

## Teilnehmer
Von den neun Teilnehmern kamen fünf aus Rio de Janeiro und vier aus São Paulo.
| Teilnehmer Rio de Janeiro | Teilnehmer São Paulo               |
| ------------------------- | ---------------------------------- |
| America FC (RJ)           | SC Corinthians                     |
| Botafogo FR               | Palestra Italia                    |
| CR Flamengo               | Associação Portuguesa de Desportos |
| Fluminense FC             | FC São Paulo                       |
| CR Vasco da Gama          |                                    |

## Tabelle
| Pl. | Verein                             | Sp. | S | U | N | Tore    | Diff. | Punkte |
| --- | ---------------------------------- | --- | - | - | - | ------- | ----- | ------ |
| 1.  | CR Flamengo                        | 8   | 6 | 1 | 1 | 030:120 | +18   | 13     |
| 2.  | Fluminense FC                      | 8   | 5 | 3 | 0 | 025:150 | +10   | 13     |
| 3.  | SC Corinthians                     | 8   | 4 | 1 | 3 | 019:150 | +4    | 09     |
| 4.  | Palestra Italia                    | 8   | 3 | 2 | 3 | 022:190 | +3    | 08     |
| 5.  | Associação Portuguesa de Desportos | 8   | 3 | 1 | 4 | 013:230 | −10   | 07     |
| 6.  | Botafogo FR                        | 8   | 2 | 2 | 4 | 025:250 | ±0    | 06     |
| 7.  | CR Vasco da Gama                   | 8   | 2 | 2 | 4 | 017:190 | −2    | 06     |
| 8.  | America FC                         | 8   | 2 | 2 | 4 | 015:250 | −10   | 06     |
| 9.  | FC São Paulo                       | 8   | 1 | 2 | 5 | 011:240 | −13   | 04     |

## Kreuztabelle
| 1940        | America | Botafogo | SC Corinthians | Flamengo | Fluminense | Palestra Italia | Portuguesa | São Paulo | Vasco |
| ----------- | ------- | -------- | -------------- | -------- | ---------- | --------------- | ---------- | --------- | ----- |
| America     | –       |          | 1:2            |          | 2:2        | 5:1             |            | 3:1       |       |
| Botafogo    | 3:2     | –        |                |          | 2:2        |                 | 1:4        | 8:1       | 4:3   |
| Corinthians |         | 5:2      | –              |          | 2:2        | 2:0             | 1:3        |           |       |
| Flamengo    | 6:3     | 3:2      | 3:1            | –        |            | 3:1             |            |           | 3:0   |
| Fluminense  |         |          |                | 2:1      | –          | 5:3             |            | 3:2       |       |
| Palestra    |         | 4:4      |                |          | 0:3        | –               |            | 3:1       | 3:3   |
| Portuguesa  | 2:2     |          |                | 1:9      | 1:5        |                 | –          | 2:0       |       |
| São Paulo   |         |          | 3:2            | 2:2      |            |                 |            | –         | 1:1   |
| Vasco       | 5:0     |          | 1:4            |          | 2:4        |                 | 2:0        |           | –     |

## Torschützenliste
| Pl. | Nat.        | Spieler             | Klub             | Tore |
| --- | ----------- | ------------------- | ---------------- | ---- |
| 1   | Brasilianer | Leônidas da Silva   | CR Flamengo      | 13   |
| 2   | Brasilianer | Segundo Villadóniga | CR Vasco da Gama | 9    |
| 3   | Brasilianer | Pascoal de Gregório | Botafogo FR      | 8    |